# オランダへようこそ
「オランダへようこそ」（Welcome to Holland）は、アメリカの作家・社会活動家のエミリー・パール・キングスレイによって1987年に書かれた、「障がいのある子を育てる」ということについての著名なエッセイである。
ダウン症をはじめとする特別な支援を必要とする子供を迎えた新しい親たちに、多くの団体がこの作品を贈っている。

## 内容と背景
本作は「障がいのある子を育てる」ことをわかりやすく説明するという体裁になっており、楽しみにしていたイタリアへの休暇旅行が予期せずオランダ旅行になったという隠喩（メタファー）を用いている。「イタリア旅行」は典型的な出産・育児のメタファーであり、「オランダ旅行」は特別な支援を必要とする子供を出産し育てることのメタファーである。二人称で（読者に呼び掛ける形で）書かれたこのエッセイでは、予期せぬ「オランダ旅行」への失望や当惑、周囲の語る「イタリア旅行」の話をうらやみ「本当は自分もイタリアに行くはずだったのに」と思う感情にも寄り添いながら、当初の計画にはなかった「オランダにこそある」幸福な体験に目を向ける。
エミリーの子であるジェイソン・キングスレイは、1974年にダウン症をもって生まれた。医師は彼を「モンゴロイドだ」（かつてダウン症には「蒙古痴呆症」Mongolian idiocyという侮蔑的な用語が使われていた）と呼び、彼は話すことも歩くこともままないだろうと決めつけた。そして親であるエミリーたちに対して、出産などなかったように振る舞うようアドバイスし、乳の分泌を防ぐために精神安定剤を渡した。エミリーは数日間泣き通したという。
こうした医学的な偏見は、時代の偏見が反映したものであった。家族は混乱したが「アドバイス」に抵抗し、できるだけ知的で刺激的な環境を子供に与えるよう決意した。ジェイソン・キングスレイは『セサミストリート』などの番組に俳優として出演し、さまざまなキャリアを楽しんでいる。

## 受容と影響
作品の人気から、子供にホランド（Holland）というファーストネームが付けられることもしばしばである。
この作品とその影響力に対する批評家は、詩人ロバート・フロストの作品「選ばれざる道」The Road Not Taken （1916年）と比較している。「選ばれざる道」は、人は過去に分かれ道で違う選択をしていたらどうなっていたかを振り返りがちだとしつつ、自分の意思決定とその結果を肯定的に捉える作品である。
この作品に応答するエッセイ（response essay）として、Susan F. Rzucidlo の「ベイルートへようこそ」"Welcome to Beirut" があり、「自閉症のある子を育てる」ことをわかりやすく説明するという体裁（語り出しは「オランダへようこそ」をもじっている）で、家族が置かれる厳しい状況を描いている。オリジナルの「オランダ」が、イタリアとはちょっと違うだけの安全な場所であるのに対し、レバノン内戦（1975年 - 1990年）のメタファーを取り入れた「ベイルート」は過酷で、周囲の無理解（「冷蔵庫マザー」という批判など）にもさいなまれる。全体としては、家族の苦しみに寄り添い、「戦場」にあっても希望に目を向け、「普通」ではない状況にある人を励ます内容となっている。
また、「オランダへようこそ」に舞台設定として取り上げられたオランダとイタリアの住民からは、（アメリカ人の読み取り方とは対照的な）ユーモラスな反応も引き出している。
2004年、Will Livingston は、この話をモチーフとした歌を作り、"Welcome to Holland" と題した。
日本では、2017年に放送されたテレビドラマ『コウノドリ（第2シリーズ）』で本作品が紹介され、反響を呼んだ。